# Патарлађеле (Бузау)
Патарлађеле (рум. Pătârlagele) насеље је у Румунији у округу Бузау у општини Патарлађеле. Oпштина се налази на надморској висини од 284 m.

## Становништво
Према подацима из 2011. године у насељу је живело 2667 становника.